# バニステリオプシス・カーピ
バニステリオプシス・カーピ(Banisteriopsis caapi)は、一般にアヤワスカ、カーピ、ヤヘと呼ばれ、南米のキントラノオ科のつる植物。煎じ汁のアヤワスカの調合に用いられ、これはエンセオジェンとして「植物の師匠」(plant teacher)として、アマゾン熱帯雨林の先住民に用いられてきた歴史がある。本種はハルマラ・アルカロイドのハルミンとハルマリン、テトラヒドロハルミンを含有する。これらのアルカロイドはモノアミン酸化酵素阻害薬 (MAOI) として作用するβ-カルボリン系のアルカロイドである。
アヤワスカのもう一つの原料であるサイコトリア・ヴィリディス (Psychotria viridis) は、主な向精神性の物質であるN,N-ジメチルトリプタミン (DMT) を含み、このMAOIはDMTを経口で摂取しても作用するようにする。
本種の茎には、0.11-0.83%のβ-カルボリンが含まれ、ハルミンとテトラヒドロハルミンがその主な組成物である。 本種の全部位にアルカロイドが含まれている。
The CRC World Dictionary of Plant Names (Umberto Quattrocchi著)によれば、バニステリオプシス属の命名は、ジョン・バニスターによる。彼は、17世紀のイギリスの聖職者で博物学者である。当初はBanisteria属とされたため、本種は時にBanisteria caapiと呼ばれる。

## 法的位置づけ
アメリカ合衆国でのカーピの規制はない。2006年の最高裁の判決は、カーピを含むアヤワスカ（調合茶）についてであり、別の植物サイコトリア・ヴィリディスが規制物質であるDMTを含有しており、アメリカ合衆国に130人の信者を持つブラジルの宗派ウニオン・ド・ヴェジタルが、その儀式において、この調合茶を使用を支持したものである。
- アメリカ合衆国・最高裁判例：Gonzales v. O Centro Espirita Beneficente Uniao do Vegetal （英語）

カナダでは、規制薬物・物質法にてハルマラはスケジュールIIIに指定されている。ツル植物とアヤワスカ茶については法律上曖昧で、同法が規制物質を含む天然資源を違法だとしていないためであり、この見解を国際麻薬統制委員会も支持している。

## アルカロイド
- ハルミン 0.31-8.43%[3]
- ハルマリン 0.03-0.83%[3]
- テトラヒドロハルミン（英語版） 0.05-2.94%[3]

## 登場作品
Plant Teacher （英語） - 2011年のこの小説は、カーピの使い方を求めた旅行者の人生が一変していくことを描いた。

## さらに読む
- Barbosa, PC; Cazorla, IM; Giglio, JS; Strassman, R (September 2009). “A six-month prospective evaluation of personality traits, psychiatric symptoms and quality of life in ayahuasca-naïve subjects.”. Journal of Psychoactive Drugs 41 (3):  205–12. doi:10.1080/02791072.2009.10400530. PMID 19999673.